# Lingua aymara
La lingua aymara, aimarà o aymarà (nome nativo Aymar aru) appartiene alla famiglia delle lingue aru ed è parlata in Bolivia, Cile e Perù. È lingua ufficiale in Perù e Bolivia.

## Esempio
Estratto: il Padre Nostro
Nanacana aukiha alapacha
cancta sutima hamppatita
cancpa kapac cancañamo
nanacaru hutpa munañama lurata cancpa
cami-sau alapachansa alaphansa utkamaraqui.
Huruna ttanttaha nanacaru churita.
Huchanaha pampacha kita cami-sau
nanacaru huchachasirinaca pampachapta utkamaraqui:
Hani hucharu tincuistati:
Take nankata kespiakita.
Amen.

## Storia
Proviene dalle Ande centrali (fra Huarochirí, Yauyos, Cañete e Nazca).
Si è espansa in direzione sud-est, avendo un notevole attecchimento sull'altopiano, essendo parlata da Lima fino al limite dell'altopiano stesso. Mantenne una frontiera mobile con il quechua, restando radicata nella conca del Lago Titicaca e nella zona limitrofa. A causa della sua importanza, venne imparata anche da alcuni evangelizzatori europei per catechizzare la popolazione, assieme al quechua ed al muchick (detto anche muchica). Il gesuita Ludovico Bertonico si rese conto delle particolari caratteristiche di flessibilità e adattabilità della lingua e pubblicò nel 1603 "Arte de lengua Aymara". Nel 1860 in "Lengua de Adam" Emeterio Villamil de Rada be parlava come lingua aramaica, basata su naturale corrispondenza tra parole e cose. Come dimostrato recentemente alla base di questi apprezzamenti vi era la logica trivalente anziché la bivalente su cui é strutturato il pensiero occidentale . Nonostante ciò, calò in modo significativo a causa dell'indifferenza dei governi fino all'inizio del XX secolo.
Dopo molti anni di proposte, riunioni e deliberazioni, per il Decreto Supremo 20227-DS del 9 maggio 1984 il governo boliviano e anche la Resolución Ministerial 1218-RM del 18 novembre 1985 del governo peruviano, viene riconosciuto ufficialmente l'alfabeto aymara e viene riconosciuta in entrambi i paesi la lingua aymara come lingua ufficiale assieme allo spagnolo. L'alfabeto aymara rappresenta una sintesi degli alfabeti Yapita e Maryknoll.

## Distribuzione
L'aymara si estende in un'area importante sita nell'altopiano tra Perù e Bolivia e il contrafforte andino delle regioni di Moquegua e Tacna (Perù) e Tarapacá (Cile).
La maggiore concentrazione si ha nella parte boliviana del Lago Titicaca.

Conta più di due milioni di parlanti e si suddivide principalmente in due dialetti:
- Aymara Centrale. Parlato nel sud del Perù, nell'altopiano boliviano e nella zona andina tra Bolivia e Cile.
- Aymara Meridionale. Si parla nelle regioni peruviane di Tacna e Moquegua.

## Tipologia

### Fonetica
In generale, le parole aymara sono piane, sebbene gli allargamenti vocalici possano cambiarne l'accentazione.

#### Vocali
Come il quechua, l'arabo e il kalaallisut (o groenlandese), l'aymara prevede solo 3 vocali (a, i, u). Sono presenti prolungamenti vocalici, rappresentati con una dieresi [ ¨ ] sopra la vocale. In questo modo vengono utilizzate sei grafie vocaliche: a, ä, i, ï, u, ü. Bisogna anche menzionare che in aymara come in kalaallisut le vocali i (IPA /i/) e u (IPA /u/) si mutano in [e] e [o], rispettivamente, di fronte ad una consonante uvulare (q, q', qh, x). Ci sono dittonghi che usano semivocali (y e w).
|        | anteriori | posteriori |
| ------ | --------- | ---------- |
| chiuse | i [i]     | u [u]      |
| medie  | [e]       | [o]        |
| aperte | a [a]     | a [a]      |

#### Consonanti
L'aymara contempla 26 consonanti. Nella serie delle consonanti occlusive non esistono segmenti sonori; gli unici foni presenti sono ripartiti in tre ordini: semplici, aspirati e glottidalizzati.
|               |                 | labiali | alveolari | palatali  | velari  | uvulari |
| ------------- | --------------- | ------- | --------- | --------- | ------- | ------- |
| occlusive     | semplici        | p [p]   | t [t]     | ch [t͡ʃ]   | k [k]   | q [q]   |
| occlusive     | aspirate        | ph [pʰ] | th [tʰ]   | chh [t͡ʃʰ] | kh [kʰ] | qh [qʰ] |
| occlusive     | glottidalizzate | p' [pʼ] | t' [tʼ]   | ch' [t͡ʃʼ] | k' [kʼ] | q' [qʼ] |
| fricative     | fricative       |         | s [s]     |           | j [x]   | x [χ]   |
| laterali      | laterali        |         | l [l]     | ll [ʎ]    |         |         |
| vibrante      | vibrante        |         | r [r]     |           |         |         |
| nasali        | nasali          | m [m]   | n [n]     | ñ [ɲ]     |         |         |
| approssimanti | approssimanti   | w [w]   |           | y [j]     |         |         |

## Scrittura
Impiega l'alfabeto latino (includendo la ñ) e un solo diacritico, la dieresi (¨). Le sue grafie (salvo la u, i) sono invariabili.